# Шелмик, Мартим
Мартим Шелмик Сантуш Антунеш (порт. Martim Chelmik Santos Antunes; родился 13 июня 2008 года в Порту, Португалия) — португальский футболист, защитник юношеской команды клуба «Порту».

## Клубная карьера
Мартим начинал карьеру в клубе «СК Порту» из своего родного города, откуда в 2018 году перебрался в более именитый «Порту». В сезоне 2021/22 защитник играл за аффинированный с этой командой клуб «Драгон Форс», а после возвращения оттуда был твёрдым игроком основы в юношеских командах «Порту» и становился чемпионом Португалии среди юношей.

## Карьера в сборной
С 2023 года Мартим на юношеском уровне выступает за португальцев. В 2025 году в составе сборной Португалии до 17 лет защитник принимал участие на юношеском чемпионате Европы в Албании. Матч открытия со сборной Албании (до 17 лет) он провёл на скамейке запасных, а все остальные 4 встречи отыграл, выходя в стартовом составе и оставаясь на поле до финального свистка. Его национальная команда в итоге стала чемпионом Европы среди юношей. Всего за юношеские сборные Португалии Мартим отыграл 22 матча, забив 1 гол.

## Достижения
Сборная Португалии (до 17 лет)
- Чемпион Европы (до 17 лет) (1): 2025